# سیارک ۸۱۰۶
سیارک ۸۱۰۶ (به انگلیسی: 8106 Carpino، نامگذاری:1994YB) هشت هزار و صد و ششمین سیارک کشف شده‌است که در ۲۳ دسامبر ۱۹۹۴ کشف شد.
قدر مطلق سیارک برابر ۱۳٫۵۰ است.